# Мезьер-ле-Мес (кантон)
Мезье́р-ле-Мец (фр. Canton de Maizières-lès-Metz) — упразднённый кантон во Франции, в регионе Лотарингия, департамент Мозель, округ Мец-Кампань.
Численность населения кантона в 2012 году составляла 29 317 человек (в 2007 году — 28 362 человека). Код INSEE кантона — 5743. В результате административной реформы кантон упразднён. До марта 2015 года в состав кантона входило 5 коммун, административный центр — коммуна Мезьер-ле-Мец.

## Коммуны кантона
| Коммуна       | Население | Почтовый индекс | Код INSEE |
| ------------- | --------- | --------------- | --------- |
| Агонданж      | 8 675     | 57300           | 57283     |
| Оконкур       | 569       | 57280           | 57303     |
| Мезьер-ле-Мец | 9 344     | 57280           | 57433     |
| Семекур       | 874       | 57280           | 57645     |
| Таланж        | 7 782     | 57525           | 57663     |

В результате административной реформы упразднён 22 марта 2015 года все коммуны переданы в состав вновь созданного кантона Сийон-Мозеллан (округ Мец).